# Allianz Nachhaltige Universitäten in Österreich
Die Allianz Nachhaltige Universitäten in Österreich (ANU) ist ein 2012 gegründeter Verbund und Netzwerk von Universitäten in Österreich mit dem Ziel, Nachhaltigkeit an Universitäten zu fördern. Die ANU ist ein informeller Zusammenschluss der Universitäten, es gibt keine juristische Person oder verbindliche Statuten. Als Basis der Kooperation dient ein Memorandum of Understanding.

## Gründung und Ziele
Gegründet wurde die ANU 2012 auf Initiative der Universität für Bodenkultur Wien und der Universität Graz. Anlass der Gründung war, dass 2012 neue Leistungsvereinbarungen zwischen den Universitäten und der Republik Österreich abzuschließen waren, sowie ein neuer Hochschulplan vom Bundesministerium für Wissenschaft und Forschung erstellt wurde. In diesen strategisch relevanten Papieren sollte das Thema Nachhaltigkeit stärker verankert werden.
Ziel der Allianz ist es, universitätsübergreifende Initiativen zu Nachhaltigkeit in Forschung, Lehre, dritter Mission, Governance und Betriebsökologie zu unterstützen und zu stimulieren. Ein wichtiges Teilziel wurde mit der Herausgabe eines Handbuches zur Erstellung einer Nachhaltigkeitsstrategie erreicht. In den Leistungsvereinbarungen der teilnehmenden Universitäten ist die Erstellung einer Nachhaltigkeitsstrategie ausdrücklich festgelegt.
Zur Bearbeitung von Schwerpunktthemen wurden Arbeitsgruppen gegründet, u. a. für Mobilität, Beschaffung, Klimaneutrale Hochschulen, Biodiversität und Bildung für nachhaltige Entwicklung (BNE). Ein Höhepunkt der bisherigen Aktivitäten der Allianz stellte die Abhaltung einer Enquete der Chancen im Jahr 2015 dar, an der Bundesminister Reinhold Mitterlehner teilnahm.
Seit 2021 veranstaltet die Arbeitsgruppe BNE zudem die Fortbildung "Zertifikat für Hochschullehrende Bildung für Nachhaltige Entwicklung" bei dem Lehrende Grundlagen und Methoden der BNE lernen und anschließend selbst in der eigenen Lehre anwenden können. Weitere Projekte, Initiativen und Veröffentlichungen werden vor allem von den Arbeitsgruppen laufend umgesetzt.
Die Allianz ist außerdem Partner des Österreich-Konsortiums der Zeitschrift "GAIA", die vierteljährlich erscheint. Im Fokus stehen ökologische Perspektiven für Wissenschaft und Gesellschaft.

## Teilnehmende Universitäten
mit Stand Februar 2025 sind folgende 20 Universitäten Mitglieder der Allianz:
- Akademie der bildenden Künste Wien
- BOKU University
- Kunstuniversität Graz
- Kunstuniversität Linz
- Medizinische Universität Graz
- Medizinische Universität Wien
- Montanuniversität Leoben
- Technische Universität Graz
- Universität für angewandte Kunst Wien
- Universität für Musik und darstellende Kunst Wien
- Universität für Weiterbildung Krems
- Universität Graz
- Universität Innsbruck
- Universität Klagenfurt
- Universität Linz
- Universität Mozarteum Salzburg
- Universität Salzburg
- Universität Wien
- Veterinärmedizinische Universität Wien
- Wirtschaftsuniversität Wien